# Alisa Kozjikina
Alisa Aleskejevna Kozjikina (Russisch: Алиса Алексеевна Кожикина) (22 juni 2003, Oespenka, Oblast Koersk) is een Russische zangeres. 

## Carrière
Kozjikina deed al vanaf jongs af aan mee aan diverse zangwedstrijden over heel Europa. In 2013 deed ze mee aan de Russische versie van The Voice Kids, die zie uiteindelijk won. Daardoor werd ze intern gekozen door Pervyj Kanal om voor Rusland aan het Junior Eurovisiesongfestival 2014, in Malta, mee te doen. 

### Junior Eurovisiesongfestival
Tijdens het Junior Eurovisiesongfestival zong Alisa Kozjikina het liedje Dreamer, wat werd gecomponeerd door Maksim Fadejev, die tevens haar coach bij the Voice Kids was en Olga Serjabkina (een van de zangeressen van de meidengroep Serebro). Ze eindigde uiteindelijk als vijfde met 96 punten. 

### Na het Junior Eurovisiesongfestival
Na het Junior Eurovisiesongfestival bleef Kozjikina in eerste instantie samenwerken met Maksim Fadejev, maar in de lente van 2015 werd bekend Kozjikina niet meer verbonden was aan Fadejev om meer op haar school te focussen. Sindsdien werkt ze samen met de producer Michail Tsjertisjtsjev. Op 1 november 2016 bracht ze haar debuutalbum Ja ne igroesjka uit.

## Discografie

### Albums
- Ja ne igroesjka (2016)

2005: Vlad Kroetskich · 
2006: The Tolmachevy Twins · 
2007: Aleksandra Golovtsjenko · 
2008: Michail Poentov · 
2009: Jekaterina Rjabova · 
2010: Sasja Lazin & Liza Drozd · 
2011: Jekaterina Rjabova · 
2012: Lerika · 
2013: Dajana Kirillova · 
2014: Alisa Kozjikina · 
2015: Michail Smirnov · 
2016: Water of Life Project · 
2017: Polina Bogoesevitsj · 
2018: Anna Filiptsjoek · 
2019: Tatiana & Denberel · 
2020: Sofia Feskova · 
2021: Tanja Mezjentseva